# سیارک ۹۳۹
سیارک ۹۳۹ (به انگلیسی: 939 Isberga، نامگذاری:1920HR) نهصد و سی و نهمین سیارک کشف شده‌است که در ۴ اکتبر ۱۹۲۰ و در هایدلبرگ کشف شد.
قدر مطلق سیارک برابر ۱۲٫۱۴ است.